# Aba (Benin)
Aba (ook Abba) is een plaats in het arrondissement Issaba van de gemeente Pobè in het departement Plateau in Benin.